# Rotterdam Stadion vasútállomás
Rotterdam Stadion vasútállomás vasútállomás Hollandiában, Rotterdam városában.

## Vasútvonalak
Az állomást az alábbi vasútvonalak érintik:
- Breda–Rotterdam-vasútvonal

## Kapcsolódó állomások
A vasútállomáshoz az alábbi állomások vannak a legközelebb:
- Rotterdam Zuid vasútállomás
- Rotterdam Lombardijen vasútállomás